# Ramularia veronicae
Ramularia veronicae är en svampart som beskrevs av Fuckel 1870. Ramularia veronicae ingår i släktet Ramularia och familjen Mycosphaerellaceae.   Inga underarter finns listade i Catalogue of Life.